# Gymnasium Bremervörde
Das Gymnasium Bremervörde ist ein Gymnasium in Bremervörde im Landkreis Rotenburg (Wümme) in Niedersachsen. Es ist Bestandteil des Schulzentrums Bremervörde Engeo.

## Geographische Lage
Das Gymnasium befindet sich in der ehemaligen Ortschaft und dem jetzigen Bremervörder Stadtteil Engeo im Norden des Landkreises Rotenburg (Wümme) im Elbe-Weser-Dreieck in Niedersachsen.

## Geschichte

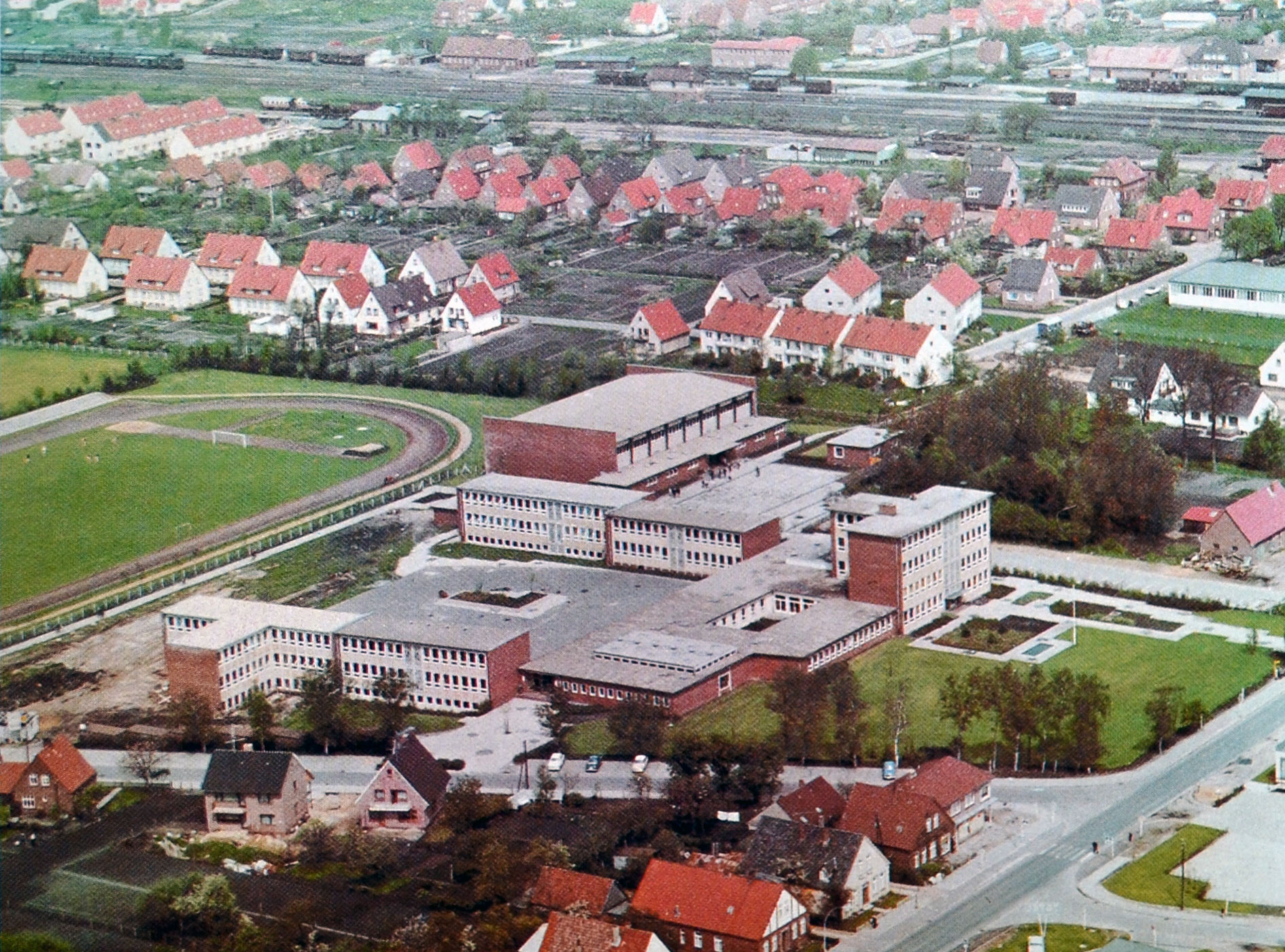
Luftaufnahme des Bremervörder Schulzentrums an der Gnarrenburger Straße / Ecke Birkenweg aus dem Jahr 1966

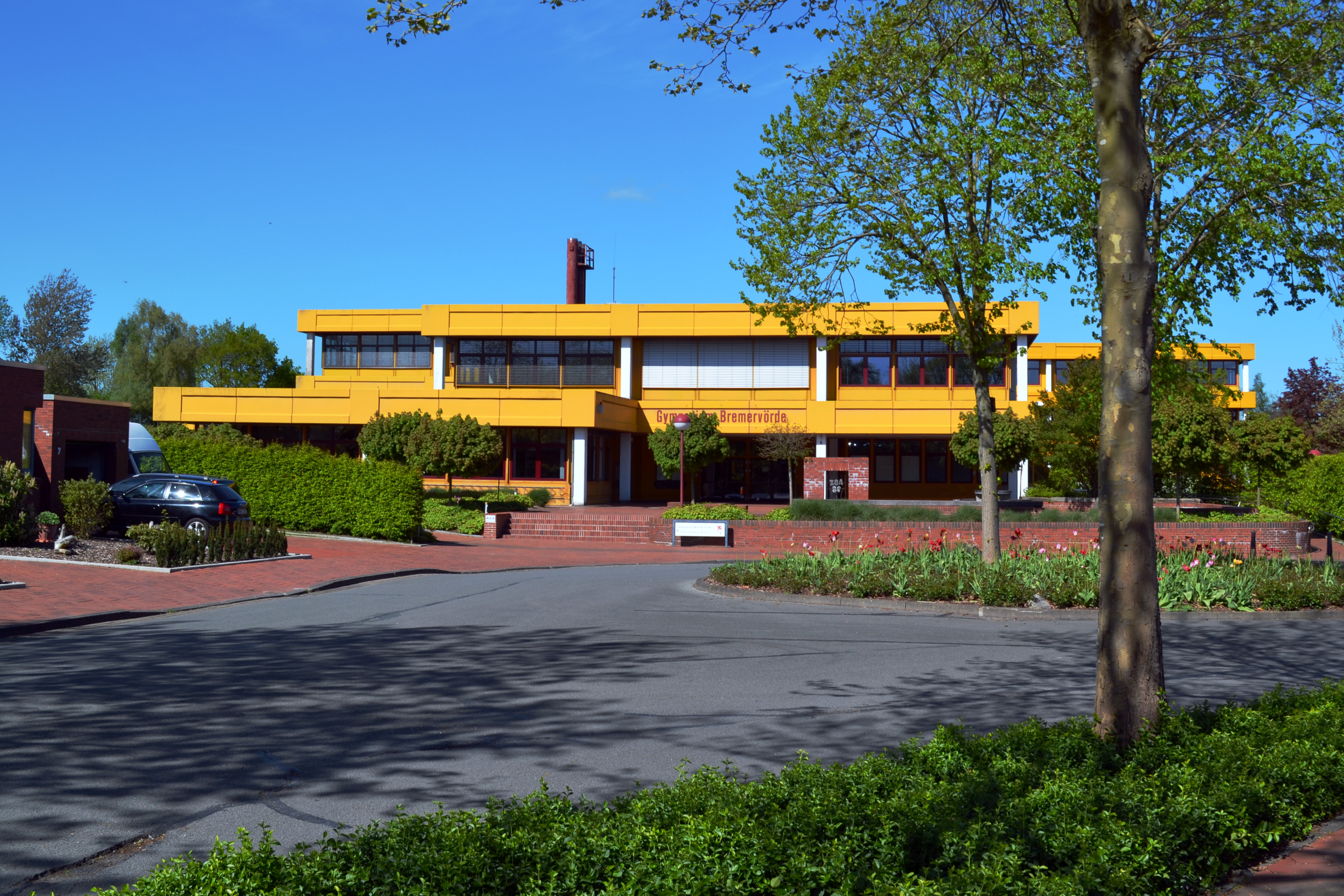
Blick auf den Eingang des Gymnasiums

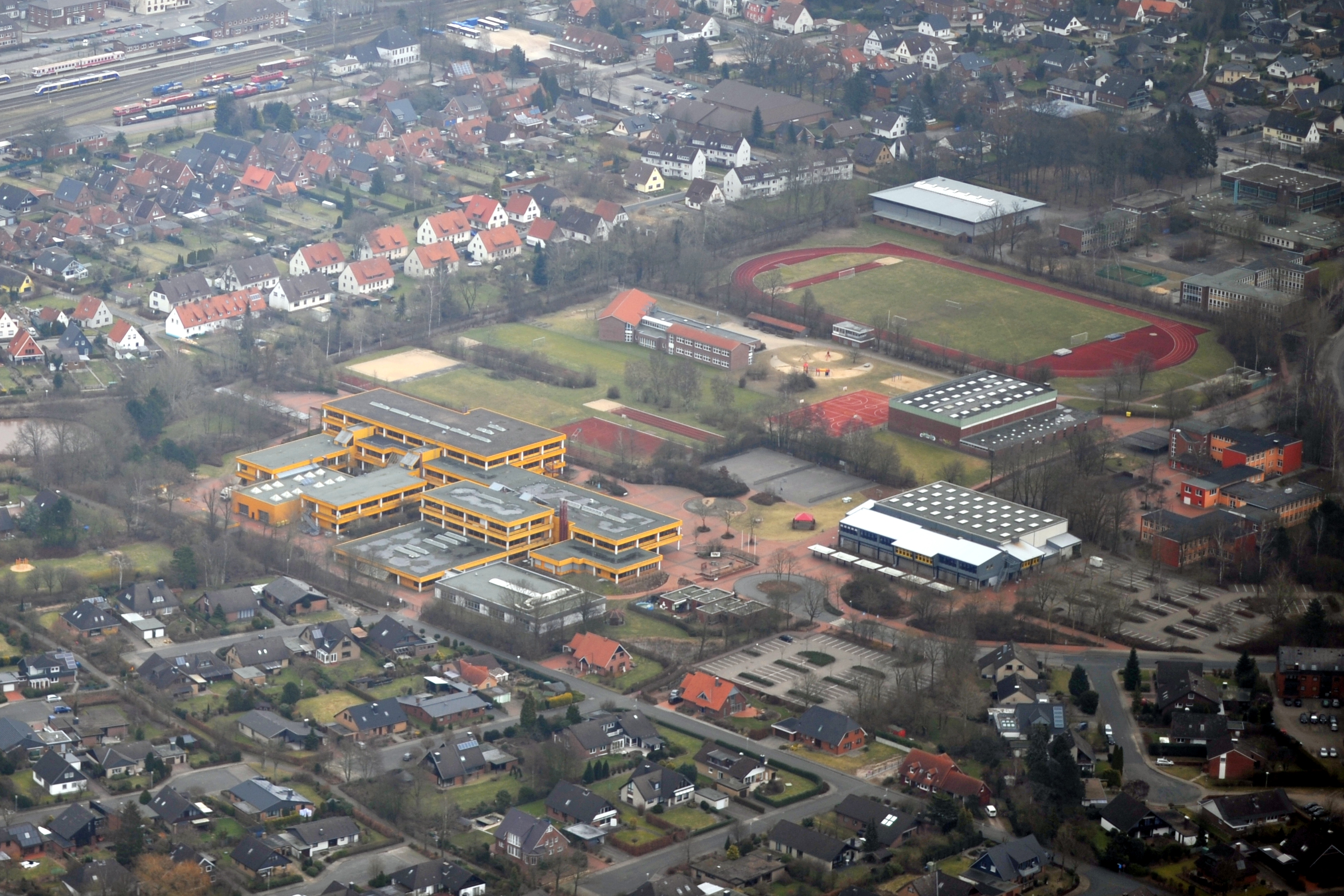
Lage des Gymnasiums Bremervörde im Schulzentrum Bremervörde-Engeo

### Gründung, Schulgebäude Ludwig-Jahn-Straße (1961–1963)
Bis zur Gründung des Gymnasiums mussten Schüler aus der Region Bremervörde, die einen höheren Schulabschluss erreichen wollten, in der Regel eines der beiden Gymnasien in Stade oder ab 1955 das St.-Viti-Gymnasium in Zeven besuchen.
Am 20. Januar 1958 hat der Rat der Stadt Bremervörde die Einrichtung eines eigenen Gymnasiums (damals auch als Oberschule bezeichnet) beantragt. Diese wurde von der niedersächsischen Landesregierung am 23. Juli 1959 genehmigt, zunächst als sogenanntes Progymnasium ohne eigene Oberstufe. Bei ausreichender Schülerzahl wurde der Ausbau zur „Vollanstalt mit Abitur“ in Aussicht gestellt.
Am 24. August 1959 beschließt der Rat der Stadt Bremervörde den Neubau eines Schulzentrums auf dem ehemaligen Ausstellungsgelände an der Gnarrenburger Straße / Ecke Birkenweg in Bremervörde-Engeo. Dieses sollte sowohl vom zukünftigen Gymnasium als auch von der Realschule (damals auch als Mittelschule bezeichnet), die bis dahin ihren Standort in der Neuen Straße hatte, gemeinsam genutzt werden.
Am 14. April 1961 wurde das Gymnasium Bremervörde in Errichtung (i. E.) mit einer Feierstunde in der Aula der Landwirtschaftsschule in der Bahnhofstraße eröffnet.
Der Schulbetrieb begann am 1. April 1961 mit zwei Klassen, einer Sexta (5. Klasse) mit 29 Schülern und einer Quarta (7. Klasse) mit 35 Schülern. Der Unterricht fand zunächst gemeinsam mit einigen Klassen der damaligen Volksschule in dem heutigen Schulgebäude der Außenstelle der Grundschule Bremervörde, der früheren Berufsschule, an der Ludwig-Jahn-Straße statt.

### Schulzentrum an der Gnarrenburger Straße (1963–1975)
Die Grundsteinlegung für das neue Schulzentrum an der Gnarrenburger Straße erfolgte am 28. August 1961. Die Einweihung fand am 12. Juni 1963 statt. Der erste Schultag im Neubau datiert auf den 18. April 1963. Bis zur Einweihung der Sporthalle an der Gnarrenburger Straße im September 1964 fand der Sportunterricht entweder in der Turnhalle in der Ludwig-Jahn-Straße oder – wenn nicht gerade Schweine- oder Ferkelmarkt abgehalten wurde – in der Markthalle an der Marktstraße statt.
Am 7. und 8. Juni 1967 wurde die erste Reifeprüfung am Gymnasium Bremervörde durchgeführt, die von allen 18 Abiturienten bestanden wurde.
Am 1. Januar 1970 hat der Landkreis Bremervörde die Trägerschaft des Gymnasiums von der Stadt Bremervörde übernommen und den Neubau eines Gymnasiums und einer Sporthalle am derzeitigen Standort an der Tetjus-Tügel-Straße in Bremervörde-Engeo beschlossen. Die Grundsteinlegung erfolgte im Herbst 1974.
Etwa zeitgleich wurden am Schulgebäude an der Gnarrenburger Straße Baumängel festgestellt, so dass ab Dezember 1974 etwa ein Drittel des Raumbestandes baupolizeilich gesperrt wurde und schließlich Teile des Gebäudes, darunter der 4-stöckige sogenannte Turm, 1977 abgerissen wurden. In der Folgezeit fand der Unterricht mangels ausreichender Unterrichtsräume für die Klassen entweder nur vormittags oder nur nachmittags statt.

### Schulgebäude Tetjus-Tügel-Straße (1975–2022)
Das neue Schulgebäude an der Tetjus-Tügel-Straße wurde nach den Herbstferien 1975 bezogen, obwohl der Bau zu dem Zeitpunkt noch nicht vollständig fertiggestellt war.
Seit 1. Februar 1976 ist das Gymnasium Bremervörde eine Ausbildungsschule des Studienseminars Stade für das Lehramt an Gymnasien. Studienreferendare erhalten seitdem am Gymnasium ihre schul-praktische Ausbildung.
Seit der Fusion der alten Landkreise Bremervörde und Rotenburg (Wümme) am 1. August 1977 ist der Landkreis Rotenburg (Wümme) Schulträger des Gymnasiums Bremervörde.
Im August 1978 wurde in Bremervörde die Orientierungsstufe eingeführt. Das Gymnasium umfasste damit nur noch die Klassen 6 – 13 im Schuljahr 1978/1979 bzw. die Klassen 7 – 13 ab dem Schuljahr 1979/1980.
In den 1980er Jahren befand sich am Gymnasium Bremervörde das Regionale Computer Zentrum für die Lehrerfortbildung im Fachbereich Informatik.
In Folge der Abschaffung der Orientierungsstufe zum Ende des Schuljahres 2003/2004 wurden die fünften und sechsten Klassen dem Gymnasium wieder hinzugefügt. Um den daraus resultierenden erhöhten Raumbedarf zu decken, wurden zusätzliche Unterrichtsräume oberhalb der Umkleideräume der Sporthalle an der Tetjus-Tügel-Straße neu geschaffen. Dieser Bereich wurde als T-Deck bezeichnet.
Heute ist das Gymnasium Teil des Bremervörder Schulzentrums, welches die Grundschule Engeo, die Grundschule Bremervörde, die Findorff-Realschule, die Hauptschule, das Gymnasium und die Berufsbildenden Schulen umfasst.

### Neubau des Schulgebäudes (ab 2021)
Am 8. Oktober 2020 hat der Kreisausschuss des Landkreises einstimmig dem Entwurf eines Neubaus zugestimmt. Zu diesem Zeitpunkt war geplant, einen neuen großen Gebäudekomplex, welcher sowohl das Gymnasium als auch die Berufsbildenden Schulen umfasst, zu errichten. Zusätzlich sollen auch die pharmazeutisch-technische Schule und das Medienzentrum in diesem Gebäudekomplex unterkommen. Das neue Gymnasium sollte unter anderem auf dem Gelände des Sportplatzes errichtet werden.
Die Kosten des Bauprojekts, das in mehreren Etappen fertiggestellt werden soll, belaufen sich auf etwa 75 Millionen Euro.

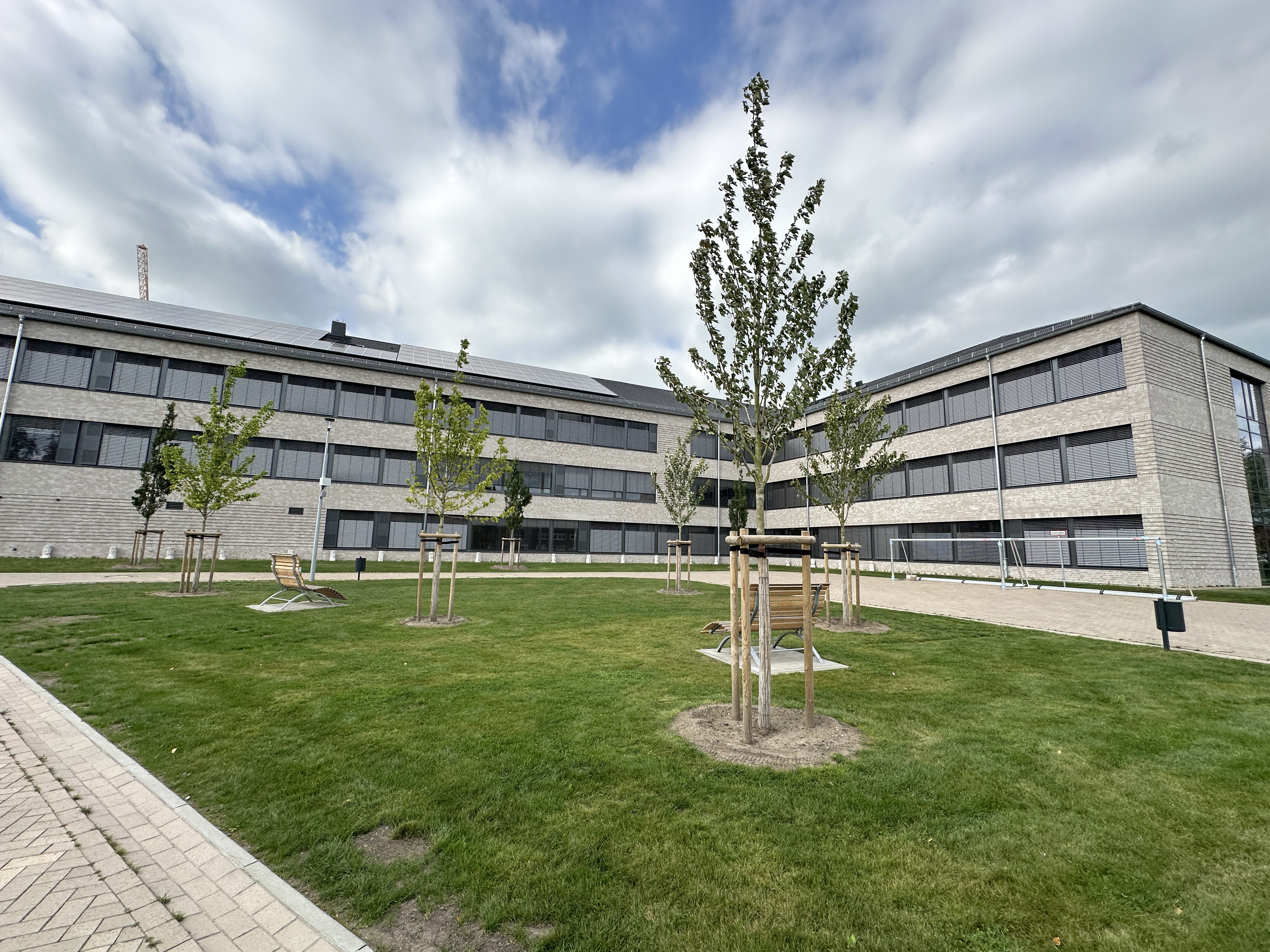
Seitlicher Blick vom Pausenhof auf den Neubau des Gymnasiums Bremervörde

Für den Bau wurde dabei der Totalunternehmer Goldbeck GmbH aus Bielefeld beauftragt. Entworfen wurde der neue Gebäudekomplex vom Architektenbüro Dohle und Lohse aus Braunschweig.
Anfang 2021 begannen die ersten Bauarbeiten mit dem Aushub. Der erste Bauabschnitt, der Neubau des Gymnasiums, wurde nach den Herbstferien im Schuljahr 2022/2023 fertiggestellt.
Vor dem Unterrichtsbeginn im neuen Gebäude wurde im Rahmen eines Tages der offenen Tür vom ehemaligen Bauwerk Abschied genommen. Somit endete schlussendlich der Unterricht im alten Gebäude am Freitag, den 14. Oktober 2022. Anschließend begann der Rückbau des alten Gymnasiums.
Gleichzeitig wurden die ehemals im Rahmen des sogenannten „T-Decks“  konzipierten Unterrichtsräume umgebaut und modernisiert. Dieser Gebäudeteil beherbergt aktuell für den Musikunterricht vorgesehene Fachräume, da das zuvor für den Musikunterricht genutzte „V-Deck“ zwangsläufig für die Errichtung des Gebäudekomplexes abgerissen werden musste. Deshalb bilden die neu-sanierten Räume oberhalb der Turnhalle das sogenannte „M-Deck“.
Im Bau befindet sich derzeit (Stand: September 2023) die gemeinsame Markthalle mit der BBS und das Medienzentrum, das auf dem ehemaligen Gelände des Gymnasiums entsteht.
Allein das Gymnasium bietet derzeit über 9000 Quadratmeter Geschossfläche, die zu Unterrichtszwecken zur Verfügung stehen.
Die Berufsbildenden Schulen sollen bis Ende 2024 errichtet werden.
Der gesamte Gebäudekomplex einschließlich Außenanlagen wird bis zum Herbst 2025  fertiggestellt werden. Dieser bietet 1.900 Schülern sowie 200 Lehrkräften die Möglichkeit, zu lehren und zu lernen.

### Schulleiter
| Zeitraum                            | Schulleiter                    |
| ----------------------------------- | ------------------------------ |
| 14. April 1961 bis 31. Januar 1973  | Karl Bornemann                 |
| 1. Februar 1973 bis 25. April 1973  | Georg Müller (kommissarisch)   |
| 25. April 1973 – 31. Januar 1989    | Hans-Joachim Behnke            |
| 1. Februar 1989 bis 31. Juli 1989   | Georg Müller (kommissarisch)   |
| 1. August 1989 – 31. Januar 2012    | Karl-Heinz Bartels             |
| 1. Februar 2012 bis 31. Januar 2015 | Elke Richlick                  |
| 1. Februar 2015 bis 31. Juli 2015   | Horst Horlboge (kommissarisch) |
| August 2015 bis 1. August 2018      | Tammo Löffler                  |
| 1. August 2018 bis 30. April 2021   | Uwe Strohbach (kommissarisch)  |
| seit 1. Mai 2021                    | Uwe Strohbach                  |

### Schülerzahlen
| Schuljahr | Anzahl der Klassen   | Schüleranzahl |
| --------- | -------------------- | ------------- |
| 1961/1962 | 2 (Jahrgang 5 und 7) | 64            |
| 1971/1972 | 9 (Jahrgang 5–13)    | 409           |
| 1972/1973 | 9 (Jahrgang 5–13)    | 511           |
| 1973/1974 | 9 (Jahrgang 5–13)    | 600           |
| 1974/1975 | 9 (Jahrgang 5–13)    | 662           |
| 1975/1976 | 9 (Jahrgang 5–13)    | 692           |
| 1976/1977 | 9 (Jahrgang 5–13)    | 770           |
| 1977/1978 | 9 (Jahrgang 5–13)    | 874           |
| 1978/1979 | 8 (Jahrgang 6–13)    | 778           |
| 1979/1980 | 7 (Jahrgang 7–13)    | 692           |
| 1980/1981 | 7 (Jahrgang 7–13)    | 757           |
| 1981/1982 | 7 (Jahrgang 7–13)    | 754           |
| 1982/1983 | 7 (Jahrgang 7–13)    | 754           |
| 1983/1984 | 7 (Jahrgang 7–13)    | 712           |
| 1984/1985 | 7 (Jahrgang 7–13)    | 683           |
| 1985/1986 | 7 (Jahrgang 7–13)    | 640           |
| 1991/1992 | 7 (Jahrgang 7–13)    | 555           |
| 1992/1993 | 7 (Jahrgang 7–13)    | 570           |
| 1993/1994 | 7 (Jahrgang 7–13)    | 540           |
| 1994/1995 | 7 (Jahrgang 7–13)    | 535           |
| 1995/1996 | 7 (Jahrgang 7–13)    | 513           |
| 1996/1997 | 7 (Jahrgang 7–13)    | 476           |
| 1997/1998 | 7 (Jahrgang 7–13)    | 481           |
| 1998/1999 | 7 (Jahrgang 7–13)    | 478           |
| 1999/2000 | 7 (Jahrgang 7–13)    | 505           |
| 2000/2001 | 7 (Jahrgang 7–13)    | 528           |
| 2001/2002 | 7 (Jahrgang 7–13)    | 544           |
| 2002/2003 | 7 (Jahrgang 7–13)    | 541           |
| 2003/2004 | 7 (Jahrgang 7–13)    | 598           |
| 2004/2005 | 9 (Jahrgang 5–13)    | 927           |
| 2005/2006 | 9 (Jahrgang 5–13)    | 1002          |
| 2012/2013 | 8 (Jahrgang 5–12)    | 841           |
| 2014/2015 | 8 (Jahrgang 5–12)    | ca. 750       |
| 2019/2020 | 8 (Jahrgang 5–12)    | 638           |
| 2020/2021 | 9 (Jahrgang 5–13)    | 738           |
| 2022/2023 | 9 (Jahrgang 5–13)    | 666           |
| 2023/2024 | 9 (Jahrgang 5–13)    | etwa 670      |

## Das Schulgebäude

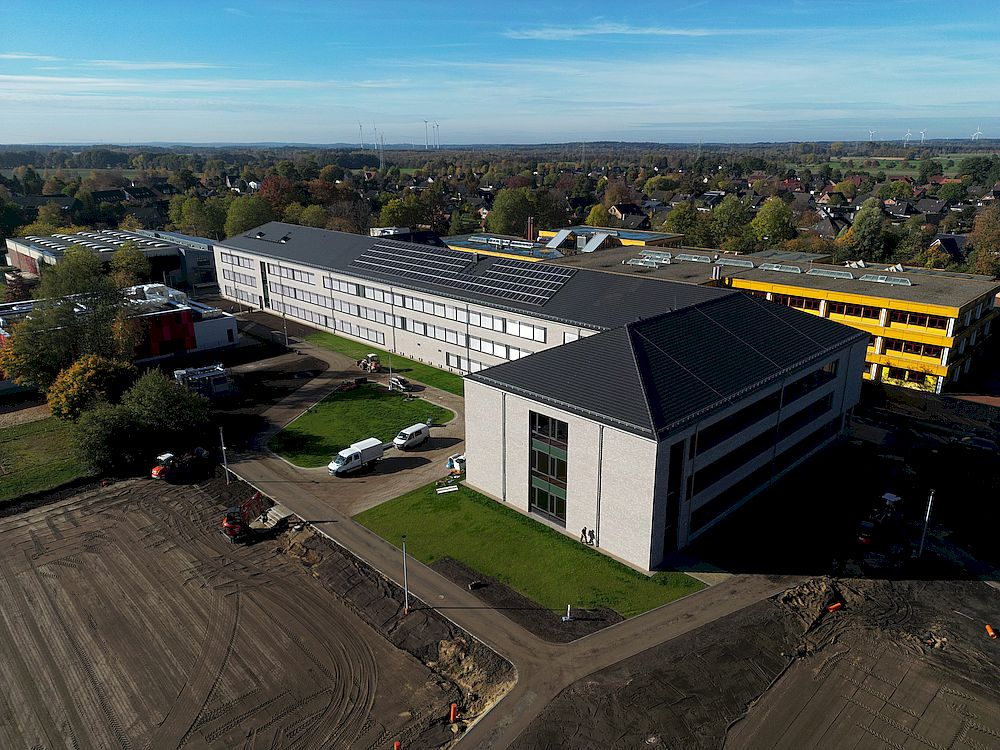
Blick von oben auf den Neubau des Gymnasiums Bremervörde

Das 2022 fertiggestellte Schulgebäude kennzeichnet eine Sandsteinfarbe und erinnert an die Form eines Lamas.
Das neu-errichtete Gymnasium ist mit modernsten Technologien, z. B. einer 99,9-Kilowatt-Photovoltaik-Anlage, Smartboards und WLAN in allen Unterrichtsräumen ausgestattet worden. Dabei sollen 80 Prozent des vor Ort erzeugten Stroms von dem Schulkomplex genutzt werden.
Ein Raum der Stille bietet den Schülerinnen und Schülern die Möglichkeit, zur Ruhe zu kommen. Des Weiteren lassen sich Differenzierungsräume auch für diverse Unterrichtszwecke, z. B. Gruppenarbeiten, nutzen.
Bis 2025 ist geplant, den großen Gebäudekomplex, welcher sowohl das Gymnasium als auch die Berufsbildenden Schulen umfasst, fertigzustellen.
Die Etagen bzw. Gebäudeteile werden wie folgt bezeichnet:
| Etage bzw. Gebäudeteil         | Bezeichnung |
| ------------------------------ | ----------- |
| Erdgeschoss                    | A-Deck      |
| 1. Obergeschoss                | B-Deck      |
| 2. Obergeschoss                | C-Deck      |
| 1. Obergeschoss der Sporthalle | M-Deck      |

Die Unterrichtsräume des A-Decks werden vor allem für den allgemeinen Unterricht der Sekundarstufe II, den Kunstunterricht sowie für das darstellende Spiel genutzt. Im Erdgeschoss befindet sich gleichzeitig auch die Verwaltung.
Die Fachräume des B-Decks werden von den naturwissenschaftlichen Fächern, u. a. Biologie und Chemie, beansprucht. Zusätzlich befinden sich hier die Klassenräume der Jahrgangsstufen 5–7 sowie das Lehrerzimmer.
Der Physik- und Informatikunterricht findet in den Fachräumen des C-Decks statt. Hier finden sich auch die Klassenräume der Jahrgangsstufen 8–10.
Das M-Deck, ein Nebengebäude, befindet sich oberhalb der Umkleidekabinen der Turnhalle. Die räumlichen Gegebenheiten werden hierbei für musikalische Zwecke verwendet.
Seit dem Abriss des alten Gebäudes besitzt das Gymnasium keine eigene Aula. Daher teilt es sich die Bühne der Campus-Mensa mit den umliegenden Schulen des Schulzentrums Bremervörde Engeo.

## Pädagogische Arbeit, Arbeitsgemeinschaften und Angebote
- Das Gymnasium Bremervörde zeichnet sich durch ein vielfältiges und umfassendes musikalisches Angebot aus: Es bietet seit dem 1. August 2007[41] für Schüler der Klassen 5 und 6 den Besuch einer Bläserklasse an. Dort wird unter Leitung eines Musiklehrers über den Zeitraum von zwei Jahren im Klassenverbund ein Orchester gebildet und in Kooperation mit der Kreismusikschule unterrichtet. Parallel zum Unterricht findet fachspezifischer Unterricht am jeweiligen Instrument statt. Folgende Instrumente werden unterrichtet: Querflöte, Trompete, Posaune, Euphonium, Tuba, Saxophon, Klarinette und Schlagzeug.[42] Darüber hinaus bietet das Gymnasium Schülern ab der achten Klasse die Möglichkeit, weiterhin im Rahmen des sogenannten „Jugendorchesters“ gemeinsam und jahrgangsübergreifend zu musizieren.[43] Darüber hinaus können die Schülerinnen und Schüler auch einem Schulchor beitreten.[44] Die so erarbeiteten musikalischen Inhalte werden sowohl im Rahmen des alljährlichen Sommer- als auch Winterkonzerts vor Publikum aufgeführt.[45]
- Es werden vielfältige Arbeitsgemeinschaften angeboten: Windsurfen, Ringen, Leichtathletik, Robotik, Psychologie, Schach, Garten Eden-, 3D-Druck, Tiergestützte Pädagogik, DELF, Filmschnitt, Jahrbuch, Bibliothek, Förder- und musikalische Angebote (siehe oben) sowie der Schulsanitätsdienst[46][47]
- Die Arbeitsgemeinschaft „Mathematik-Olympiade“ bietet mathematisch-begabten Schülerinnen und Schülern die Möglichkeit, an der Mathematik-Olympiade, am Bundeswettbewerb für Mathematik und am Bonner Mathematikturnier teilzunehmen.[48]
- Von 2017 bis 2020 war die Schulhündin Ayka im Rahmen von tiergestützter Pädagogik am Gymnasium Bremervörde tätig.[49]
- Das Gymnasium Bremervörde wurde 2019 und 2020 im Rahmen eines Wettbewerbs des niedersächsischen Landesverband des Deutschen Roten Kreuzes als „Humanitäre Schule“ ausgezeichnet.[50][51]
- Für Schüler ab Klasse 7 wird bilingualer Unterricht im Klassenverbund angeboten. Der Unterricht in den Fächern Biologie und Geschichte erfolgt dort in englischer Sprache.[52]
- Seit 2015 wird am Gymnasium die sogenannte „Bewegte Pause“ gelebt.[53]
- Mannschaften des Gymnasiums haben in unterschiedlichen Disziplinen, wie z. B. Rudern, Basketball, Volleyball, Handball, Fußball, Tischtennis, Geräteturnen und Leichtathletik, am bundesweiten Schulsport-Wettbewerb „Jugend trainiert für Olympia“ teilgenommen.[54] Besonders erfolgreich waren dabei Mädchen-Mannschaften in der Leichtathletik.[55] Diese vertraten u. a. in den Jahren 1987 (Platz 9),[56] 2006 (Platz 9),[57] 2007 (Platz 11), 2008 (Platz 7), 2010 (Platz 9) und 2012 (Platz 13)[58][59] jeweils das Land Niedersachsen beim Bundesfinale in Berlin.
- Von 1980 bis 2019 fand jährlich ein deutsch-französischer Schüleraustausch mit dem Collège Roger Vercel in Dinan und dem Collège Val de Rance aus dem Nachbarort Plouër-sur-Rance statt.[60][61]  Dieses Austauschprogramm wurde im Frühjahr 2023 mit dem Collège Paul Valéry wiederbelebt.[62]
- In der Sekundarstufe II wird Informatikunterricht angeboten.[63]
- Seit dem 13. Februar 2023 bietet das Gymnasium Bremervörde in Kollaboration mit dem Anbieter „Schushi“ eigenen Schulmerch an.[64]

## Persönlichkeiten
- Klaus Bardenhagen, Journalist in Taiwan, Schüler[65]
- Michael Ehrhardt, Historiker, Abitur 1986[66][67]
- Jochen Graebert, ARD-Fernsehjournalist, Abitur 1978[68][66]
- Falko Hönisch, Stadtbürgermeister von St. Goar am Rhein, Abitur 1997
- Hans-Hinrich Kahrs, Autor plattdeutscher Hörspiel- und Theaterstücke, Abitur 1975[66] und Lehrer 1988/1989[29]

- Renate Kiekebusch, plattdeutsche Buchautorin,[69] Abitur 1981[70][66]
- Kevin Kück, Fußball Freestyle Profi, Abitur 2011[71]
- Martin Müller-Falcke, Ruderer, Abitur 1991
- Simon David Riggers, Schauspieler und Produzent, Schüler[72]
- Maximilian Schulz, Politiker (Die Linke), Abitur 2012
- Nina Schulz, Journalistin, Preisträgerin des Alternativen Medienpreises 2010[73] und 2015[74], Schülerin
- Pascal F. Skuppe, Musiker,[75] Abitur 2005[70]
- Marlene Trentwedel, Namensgeberin der Dr. Marlene Trentwedel-Stiftung, Lehrerin 1962–1975[76][77]
- Astrid Vockert, Politikerin (CDU), Referendariat 1983/1984
- Klaus Volland, Historiker, Bundesverdienstkreuz am Bande 2014[78][79], Lehrer 1976–2008[80]

- Peter Weihe, Musiker, Abitur 1974[66]

## Förderverein
- Die Schule wird vom Förderverein „Verein zur Förderung des Gymnasiums Bremervörde e.V.“ unterstützt.[81][70]